# Diglossa baritula
Diglossa baritula là một loài chim trong họ Thraupidae.